# Ella Seidel
Ella Seidel (nació el 14 de febrero de 2005) es una tenista profesional alemana.
Seidel tiene un ranking de individuales WTA más alto de su carrera, n.º 146, logrado el 6 de mayo de 2024. También fue n.º 222 en dobles, logrado el 22 de abril de 2024.
Hizo su debut en la WTA Tour en dobles en el Torneo de Hamburgo 2022 junto a Nastasja Schunk, luego de recibir un wildcard. Aquí ganaría su primer partido en la WTA en dobles venciendo a Elixane Lechemia y Sabrina Santamaria.
Hizo su debut en la WTA Tour en individual en el Torneo de Hamburgo 2023 luego de recibir un wildcard, perdiendo ante su compatriota Jule Niemeier en la primera ronda.
Ocupando el puesto número 172 del rankin, hizo su debut en un Grand Slam en el Abierto de Australia 2024 en su primer intento de clasificación para cualquier Major, donde perdió ante la número 2 del mundo y eventual campeona Aryna Sabalenka en la primera ronda.
En julio de 2024, llegó a su primer cuartos de final de un torneo WTA en el Torneo WTA de Budapest 2024 luego de entrar al cuadro principal como perdedora afortunada, venciendo en primera ronda a la preclasificada #7 Moyuka Uchijima, 68 del mundo. En segunda a Anna Bondár y finalmente perdería con la campeona del evento Diana Shnaider en 2 set.